# Сбытов, Константин Олегович
Константин Олегович Сбытов (род. 14 декабря 1985, Депутатский, Якутская АССР, РСФСР, СССР) — российский кикбоксёр и тренер, 2-кратный чемпион России, 2-кратный чемпион Европы и 2-кратный чемпион мира по кикбоксингу. Заслуженный мастер спорта России.
Чемпион России среди профессионалов по версии WPKA, чемпион Европы среди профессионалов по версии WPKA, чемпион мира среди профессионалов по версии WAKO PRO.

## Биография
Родился 14 декабря 1985 года в посёлке Депутатский Якутской АССР.
В 1994 году переехал в Дедовск Московской области, где начал ходить на секции по кикбоксингу к В. В. Украинцеву в клуб «Профи-спорт». Имеет высшее образование, в 2010 году окончил РГУФКСиТ по специальности «Специалист в области физической культуры и спорта». В 2010 году Сбытов основал спортивный клуб бокса «Патриот», затем Сбытов в период 2009-2020 годов занимался тренерской деятельностью в ДЮСШ имени Н. Л. Фёдоровича. С 2020 года по 2023 год – тренер СДЮШОР в городе Одинцово Московской области.
Подготовил победителей и призёров первенств России и Московской области, а также Европы по боксу. Удостоен спортивного звания «Заслуженный мастер спорта России».

## Спортивные достижения

### Чемпионаты
- Чемпионат России по кикбоксингу (Белгород, Россия, 2005, версия WAKO)[2].
- Чемпионат России по кикбоксингу (Челябинск, Россия, 2007, версия WAKO).
- Чемпионат Европы по кикбоксингу (Лиссабон, Португалия, 2005, версия WAKO, фулл-контакт).
- Чемпионат Европы по кикбоксингу (Скопье, Северная Македония, 2006, версия WAKO, фулл-контакт с лоу-киком).
- Чемпионат мира по кикбоксингу (Агадир, Марокко, 2005, версия WAKO).
- Чемпионат мира по кикбоксингу (Белград, Сербия, 2006, версия WAKO)[1].

### Звания
- Заслуженный мастер спорта России по кикбоксингу[4].

### Награды
- Лауреат национальной премии РСБИ «Золотой пояс» (2007)[5].
- Медаль «Во славу спорта» II степени (вручение Министерством спорта Московской области).